# Цукерман, Евгения
Евгения Цукерман (англ. Eugenia Zukerman, урождённая Рич, англ. Rich; род. 25 сентября 1944, Кембридж, штат Массачусетс) — американская флейтистка и литератор. Носит фамилию скрипача Пинхаса Цукермана, за которым была замужем в 1968—1985 гг. Их дочери — оперная певица Арианна Цукерман (род. 1972) и исполнительница джаза и блюза Наталия Цукерман (род. 1975).
Окончила Джульярдскую школу, где занималась под руководством первой флейты Нью-Йоркского филармонического оркестра Джулиуса Бейкера. В 1971 году дебютировала в нью-йоркском концертном зале Таун-холл, и восторженные отзывы критики открыли дорогу к многолетней успешной концертной и гастрольной карьере.
С 1980 году Цукерман сотрудничала с программой воскресных утренних новостей телеканала CBS, для которой подготовила более 300 кратких портретов деятелей искусства. С 1988 году вместе с пианистом Энтони Ньюменом Цукерман вела цикл лекций-концертов в Нью-Йоркской публичной библиотеке, в которых исполнение музыки чередовалось с чтением фрагментов из писем композиторов и других биографических и музыковедческих материалов.
Цукерман также опубликовала два романа и книгу нон-фикшн, посвящённую опыту лечения лекарствами на основе кортизона и связанным с этим проблемам. В 2003 году издан составленный Цукерман сборник «В кладовке моей матери: Приглашение к воспоминаниям» (англ. In My Mother's Closet; An Invitation to Remember), в котором 40 женщин (среди которых, в частности, певица Рене Флеминг, композитор Либби Ларсен, журналистка Лесли Сталь, писательница Эрика Джонг и другие) делятся воспоминаниями о своём детстве.